# Butt-Plug

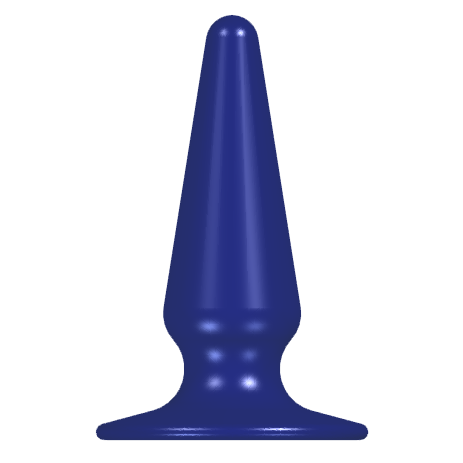
Typisch geformter Butt-Plug

Ein Butt-Plug [ˈbʌtplʌg] (von engl. butt plug „Po-Stöpsel“), auch Buttplug oder Butt Plug geschrieben und auch Analplug oder Analstöpsel genannt, ist ein Sexspielzeug, das in den Anus eingeführt wird und aufgrund seiner Form von selbst dort verbleibt, ohne heraus- oder weiter hineinzurutschen. Butt-Plugs dienen beispielsweise zur Vorbereitung auf den Analverkehr sowie zur allgemeinen sexuellen Stimulation und analen Masturbation.

## Funktion und Verwendung
Der Butt-Plug wird, in der Regel mit reichlich Gleitmittel, vorsichtig in den Anus hineingeschoben. Seine Form bewirkt ein „Einrasten“ hinter dem größten Querschnitt, so dass er von selbst im Anus hält. Entfernt wird er durch kräftiges Pressen oder durch vorsichtigen Zug am außen verbleibenden Ende, wobei der Schließmuskel erneut geweitet wird.
Mit einem Butt-Plug lässt sich durch Analdehnung ein entspannter Analverkehr vorbereiten. Die Dehnung entspannt den Schließmuskel, was das anschließende Eindringen des Penis erleichtert.
Butt-Plugs werden auch während der Masturbation oder als ergänzende Stimulation beim Vaginalverkehr oder zur sexuellen Prostata-Stimulation eingesetzt. Hierfür gibt es Butt-Plugs mit Vibrator-Funktion, die zur Kategorie der Analvibratoren gehören.
Manche Menschen tragen einen Butt-Plug über längere Zeit, mitunter den ganzen Tag hindurch, im Anus. Während des Tragens kann der Schließmuskel um den Plug durch spielerisches An- und Entspannen in gedehntem Zustand trainiert werden, darüber hinaus können auch ganz normale Bewegungsvorgänge den Träger sexuell stimulieren und so ein kontinuierliches Lustgefühl erzeugen.

## Risiken
Ein Überdehnen des Schließmuskels durch einen zu großen Plug oder zu schnelle Penetration kann zu ernsthaften Verletzungen führen. Nach einer Studie von 1993 hatte bei mehr als der Hälfte der Patienten, die wegen einer Analfissur in Behandlung waren, eine Überdehnung den Schließmuskel geschädigt, wobei aber nur ein kleiner Teil dieser Patienten eine Stuhlinkontinenz entwickelte.

Durch Smartphone steuerbarer Anal-Plug und Kondome

Aus hygienischen Gründen kann der Butt-Plug vor dem Einführen mit einem Kondom überzogen werden. Dies empfiehlt sich bei Produkten aus Weich-PVC („Jelly“) generell, damit keine Weichmacher an die Schleimhäute gelangen.

## Formen
Im Unterschied zum Dildo ist der Butt-Plug am vorderen Ende konisch geformt, um den Schließmuskel während des Einführens kontinuierlich zu dehnen, und er weist im hinteren Bereich eine Einschnürung auf, in die nach vollständigem Einführen der Schließmuskel eingreift und den Plug damit gegen Herausrutschen sichert. Das Ende hinter der Einschnürung ist so gestaltet, dass es den Schließmuskel nicht passieren kann, womit ein vollständiges Verschwinden des Plugs im Rektum (was ein medizinischer Notfall sein kann) ausgeschlossen wird.
Butt-Plugs sind in unterschiedlichen Größen erhältlich, da der starke, nicht vollständig willentlich kontrollierbare Schließmuskel bei ungeübten Personen zunächst nur eine kleine Öffnung freigibt und das Ansetzen der Plug-Spitze zudem einen Schließreflex auslöst. Mit zunehmender Übung entspannt sich der Muskel leichter und erlaubt das Einführen größerer Plugs.
Die meisten Produkte bestehen aus Silikon oder Jelly, daneben gibt es auch Butt-Plugs aus harten Materialien wie Edelstahl, Granit oder Glas. Manche Butt-Plugs weisen – vergleichbar mit Dildos – Rillen zur zusätzlichen Stimulation auf.

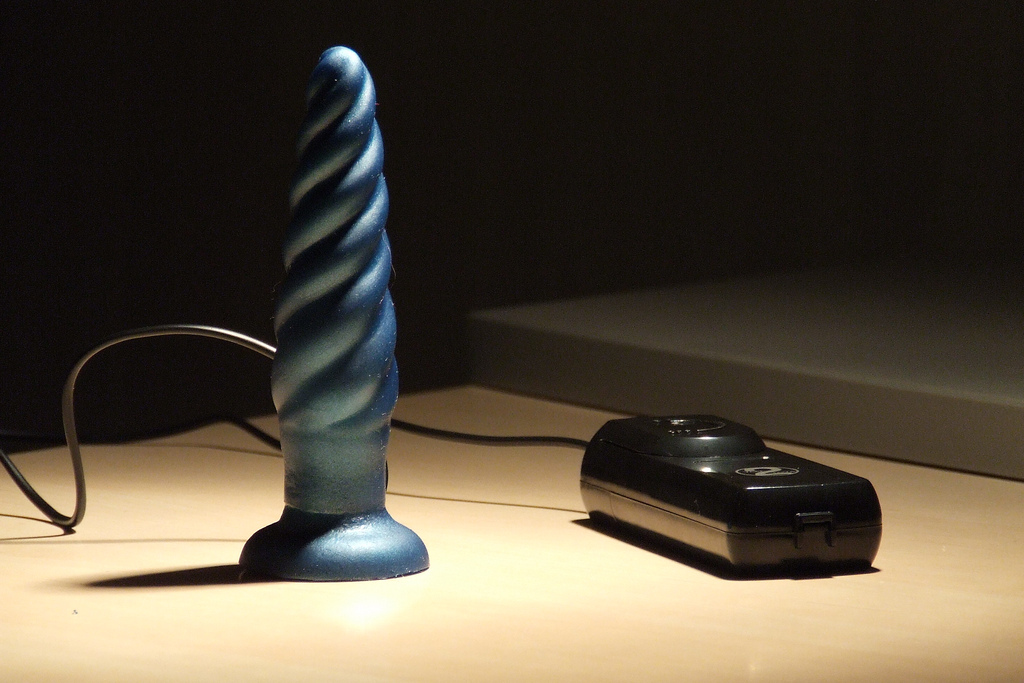
Butt-Plug mit Vibrationsfunktion

Vibro Plug
Bei dieser Form wird der Butt-Plug um eine Vibrations-Funktion erweitert. Manche Modelle können auch andere Bewegungen ausüben, etwa Stöße, und dadurch einen analen Koitus simulieren.
Elektro Plug
Ein Elektroplug, auch E-plug oder Reizstrom-Plug genannt, ist ein Butt-Plug, der zur erotischen Elektrostimulation fähig ist, indem er Reizstrom aussendet.
Tail Plug
Diese Form wird häufig im Petplay eingesetzt; am Ende des Plug ist hierfür ein Hunde-, Katzen-, Fuchs-, Pferde- oder Hasenschweif angebracht.
P Plug / Prostata-Plug
Durch eine gebogene Form stimuliert die Spitze beim richtigen Einsetzen des Plugs bei männlichen Trägern die Prostata. Diese Plugs werden häufig mit Vibration kombiniert.
Pump Plug / Ballon-Plug
Dieser Plug lässt sich mit einer Pumpe aufblasen, um die Dehnung zu regulieren.
Tunnel-Plug
Bei diesem Plug befindet sich in der Mitte eine durchgehende, mitunter verschließbare Bohrung, durch die Gegenstände oder Flüssigkeiten eingeführt werden können. Er kann auch im Rahmen von Ageplay eingesetzt werden, um eine Stuhlinkontinenz herbeizuführen, die das Tragen einer Windel erzwingt.
Spreiz-Plug / Anker-Plug
Diese Plugs sollen das Gefühl der Ausgefülltheit verstärken. Ihr Schaft besteht aus mehreren beweglichen Elementen, die sich nach dem Einführen hinter dem Schließmuskel aufspreizen.

## Butt-Plugs in Kunst und Kultur

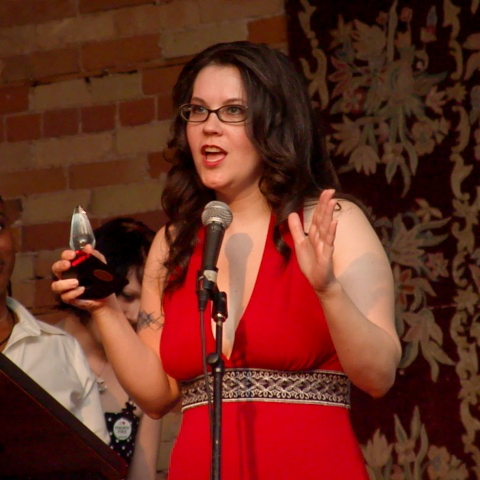
Tristan Taormino bei der Preisverleihung Feminist Porn Award, 2007

- Der Feminist Porn Award, eine Auszeichnung im Erotikbereich, besteht aus einer Trophäe, die einem Butt-Plug-förmigen Kristall nachempfunden ist. Die Auszeichnung wird an Personen verliehen, die sich um „Pornografie und Erotik für Frauen“ verdient gemacht haben. Die Awards sind Teil der Sex-positive-feminism-Bewegung.[7]
- Der Künstler Paul McCarthy sorgt mit seinen Weihnachtsmännern für Aufsehen. Diese halten anstelle eines Weihnachtsbaumes einen Butt-Plug in der Hand. Im Jahr 2008 wurde auf dem Eendrachtsplein in Rotterdam eine große Skulptur aufgestellt, die eine große Ausgabe dieser Weihnachtsmänner darstellt.[8]